# Votská pětina

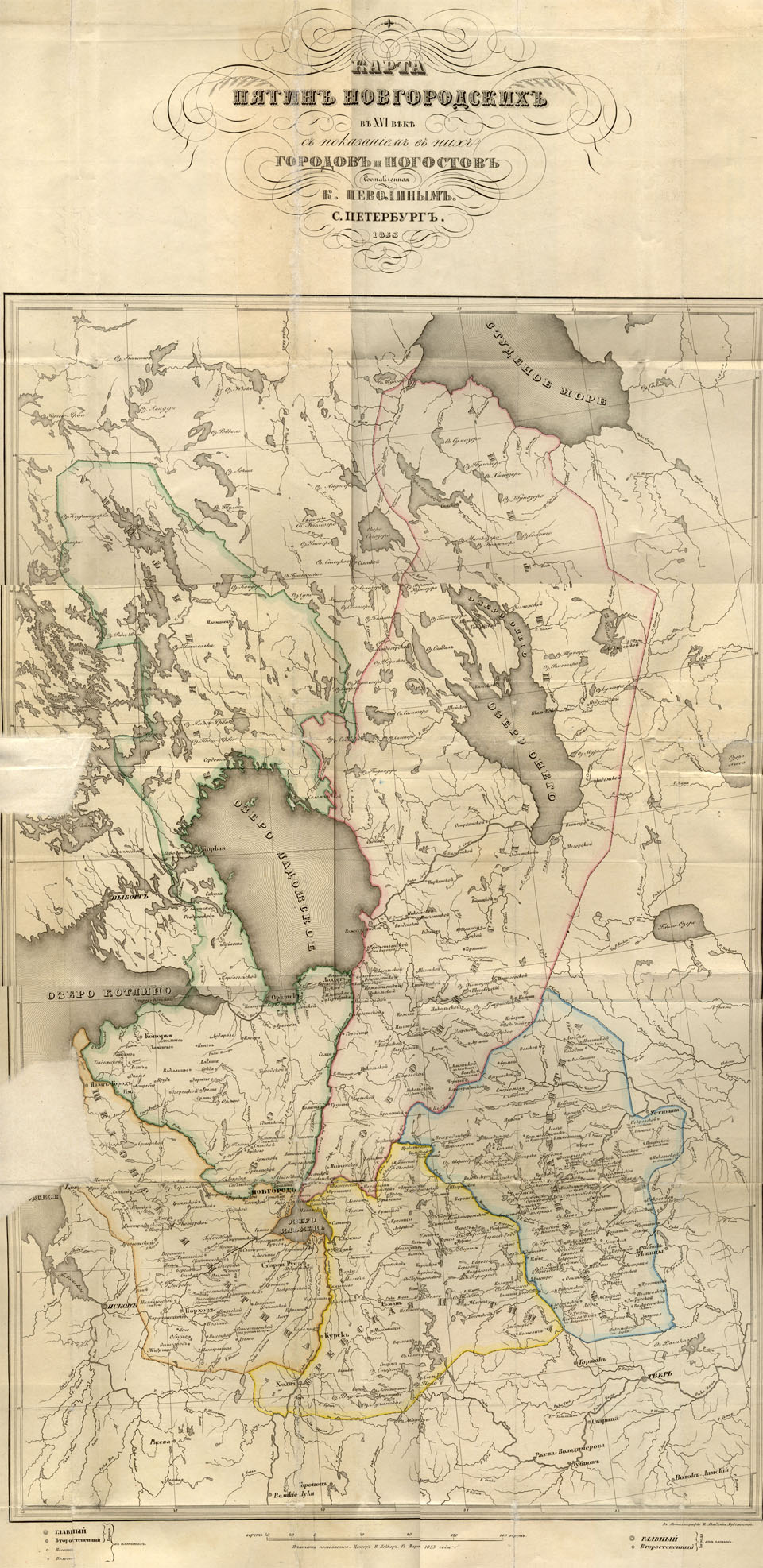
Mapa novgorodských pětin (Votská pětina je vyznačená zeleně vlevo nahoře)

Votská pětina (rusky Во́дская пяти́на – Vodskaja pjatina) byla jedním ze starých správních obvodů Novgorodské republiky a existovala až do konce 18. století. Její název se odvozuje od ugrofinského národa Votů, kteří v ní žili. Rozprostírala se na severní polovině Novgorodské republiky, na území Ingrie a části Karélie. Jejími hranicemi byla na východě řecha Volchov a na západě řeka Luga.
Votská pětina se dělila na šest ujezdů (rusky уезд), které se dále dělily na pogosty a stany:
- Novgorodský ujezd
- Koporský ujezd
- Jamský ujezd
- Ladožský ujezd
- Ořechovský ujezd
- Karelský ujezd